# 謝爾蓋·科茲洛夫
谢尔盖·伊万诺维奇·科兹洛夫（俄语：Сергей Иванович Козлов，1963年11月7日—）于2015年12月25日被任命为未被普遍承认的的卢甘斯克人民共和国总理，接替根纳季·齐普卡洛夫出任政府首脑；他是顿巴斯人民军少将。

## 简历
1981年，科兹洛夫参加了伏罗希洛夫格勒高等军事航空航海学校。之後自1994年到2005年，科兹洛夫在乌克兰国家紧急服务处任职。
在被任命之前，他担任共和国军团的副指挥官。